# الجريبة (ناطع)

تعديل مصدري - تعديل

الجريبة هي إحدى قرى عزلة ال سودان بمديرية ناطع التابعة لمحافظة البيضاء، بلغ تعداد سكانها 49 نسمة حسب تعداد اليمن لعام 2004.